# 北海道大学スラブ・ユーラシア研究センター
北海道大学スラブ・ユーラシア研究センター（ほっかいどうだいがくスラブ・ユーラシアけんきゅうセンター、英: Slavic-Eurasian Research Center）は、北海道大学の研究センターで、旧ソ連・東欧研究の総合的・学際的研究を行う研究所である。シベリア・極東、中央ユーラシア、東欧、地域比較のすべてをカバーするのは、日本国内で唯一である。北海道大学に設置されたスラブ研究室に端を発する。略称はスラ研またはスラブ研、SRC。

## 概要
1953年、北海道大学にスラブ研究室が組織され、ロシア（ソ連）をはじめとするスラブ地域研究の拠点を作る試みが行われた。1955年、スラブ研究室は北海道大学法学部附置スラブ研究所（後にスラブ研究施設に改称）として官制化され、 日本唯一のスラブ地域研究機関として活動を開始した。そして1978年、北海道大学共同教育研究施設への改組に伴い、スラブ研究センターと改称された。1990年代前半、ソ連とユーゴスラビアの解体に伴い、旧ソ連・東欧地域全体をスラブと呼称することが難しくなったため、「スラブ・ ユーラシア」という言葉を考案し、2014年スラブ・ユーラシア研究センターと改称した。
2009年6月、共同利用・共同研究拠点「スラブ・ユーラシア地域研究にかかわる拠点」として認定された。共同利用・共同研究拠点第2期期末評価では、最高点のSと評価された。
ロシアだけでなく、アメリカ、オランダ、中国、フランス、イギリス等の諸大学・研究機関とも学術交流協定を結んでいる。

## 沿革
- 1953年6月24日 - 北海道大学にスラブ研究室を設置。
- 1955年7月1日 - 北海道大学法学部附属スラブ研究所を設置（後にスラブ研究施設と改称）。
- 1978年4月1日 - 北海道大学の共同教育研究施設となり、スラブ研究センターに改称。
- 1990年6月7日 - 全国共同利用施設となる。
- 2000年より大学院教育（文学研究科歴史地域文化学専攻スラブ社会文化論専修）を開始し、若手研究者の養成にも努めている。
- 2009年6月25日 - 共同利用・共同研究拠点に認定される。
- 2014年4月1日 - スラブ・ユーラシア研究センターに改称。

## 研究活動
研究分野は政治、経済、国際関係、歴史、文学・文化、言語学、人類学に及ぶ。日本語・英語・ロシア語の3カ国語で研究成果を発信し、4種類の査読誌を発行している。
旧ソ連・東欧研究の総合的・学際的研究の国際的な拠点であり、1980年代から毎年、国際シンポジウムや研究会、講演会を多数開催している。また、重点領域研究 「スラブ・ユーラシアの変動」（1995〜1997年度） 、21世紀COEプログラム「スラブ・ユーラシア学の構築」（2003〜2007年度）、若手研究者インターナショナル・トレーニング・プログラム（2008〜2012年度）、新学術領域研究「ユーラシア地域大国の比較研究」（2008〜2012年度）、グローバルCOEプログラム「境界領域の拠点形成：スラブ・ユーラシアと世界」（2009〜2013年度）などの大型プロジェクトに積極的に取り組んでいる。

## 組織
- ロシア部門
- シベリア・極東部門
- 中央ユーラシア部門
- 東欧部門
- 地域比較部門

2022年10月現在の研究スタッフは、専任研究員が10名（うち教授8名、准教授2名）、助教1名・特任助教3名という陣容である。その他、図書・編集担当の教員2名、および数名の非常勤研究員、プロジェクト研究員、外国人研究員、客員教員や日本学術振興会特別研究員がいる。また、全国に百数十名の共同研究員がいる。

### 教授
- 岩下明裕（ロシア外交、東北アジア地域研究、境界研究）
- 宇山智彦（中央アジア近代史・現代政治、比較帝国史）
- デヴィッド・ウルフ（近・現代ロシア史、シベリア極東史、冷戦史、北東アジア地域研究、国際政治）
- 仙石学（比較政治経済、中東欧の福祉政治）
- 田畑伸一郎（ロシア経済）
- 長縄宣博（中央ユーラシア近代史、ロシア帝国のムスリム政策）
- 野町素己（スラブ語学）、センター長
- 服部倫卓（旧ソ連諸国の経済・政治情勢）

### 准教授
- 安達大輔（ロシア文学、表象・身体・メディア）
- 青島陽子（中東欧・ロシア近現代、ロシア帝国統治構造）

### 助教
- 諫早庸一（中央ユーラシア前近代史、モンゴル帝国史、科学史）

### 特任助教
- 高橋美野梨（国際政治学、グリーンランド・北極研究）
- 加藤美保子（ロシア外交）
- 後藤正憲（文化人類学、ロシアの文化・経済的行為）

## 過去センターに在籍した研究者
- 伊東孝之（北海道大学名誉教授、早稲田大学名誉教授）
- 尾形典男（立教大学元総長）
- 木村汎（北海道大学名誉教授・国際日本文化研究センター名誉教授）
- 工藤孝史（札幌大学教授）
- 笹森秀雄（旭川医科大学名誉教授）
- 長谷川毅（カリフォルニア大学サンタバーバラ校教授）
- 原暉之（北海道大学名誉教授）
- 望月喜市（北海道大学名誉教授）
- 百瀬宏（津田塾大学名誉教授）
- 皆川修吾（北海道大学名誉教授・愛知淑徳大学名誉教授）
- 林忠行（京都女子大学学長）
- 松里公孝（東京大学法学政治学研究科教授）
- 望月哲男（北海道大学名誉教授）
- 前田弘毅（首都大学東京准教授）
- 木山克彦（東海大学課程資格教育センター清水教養教育センター特任講師）
- 福田宏（成城大学法学部准教授）
- 森下嘉之（茨城大学人文学部准教授）
- 地田徹朗（名古屋外国語大学世界共生学部准教授）
- 高橋沙奈美（九州大学人間環境学研究院講師）
- 油本真理（法政大学法学部准教授）
- 菊田悠（北海学園大学経済学部准教授）
- 矢田部順二（広島修道大学教授：在籍は非常勤研究員として）
- 松戸清裕（北海学園大学教授：在籍は非常勤研究員として）
- 上田理恵子（熊本大学教育学部教授：在籍は非常勤研究員として）
- 金成浩（琉球大学教授：在籍は非常勤研究員として）
- 楯岡求美（東京大学准教授：在籍は非常勤研究員として）
- 大串敦（慶應義塾大学教授：在籍は非常勤研究員として）